# The Elder Scrolls III: Morrowind
The Elder Scrolls III: Morrowind treći je nastavak glavnog The Elder Scrolls serijala, napravljen od tvrtke Bethesda Softworks Studios te izdana od Bethesda Softworks i Ubisoft. Igra je izdana u Sjevernoj Americi 2002. godine za Microsoft Windows i Xbox. Igra je dobro primljena te je prodana u preko 4 milijuna primjeraka i osvojila preko 60 nagrada uključujući  i Game of the Year, a 30.10.2003. godine izdan je i Morrowind: Game of the Year Edition koji uključuje Morrowind te obje ekspanzije.
Za Morrowind su napravljena dvije službene ekspanzije- Tribunal i Bloodmoon.
Za igru je izdano i 8 službenih modova: Entertainers, Bitter Coast Sounds, Area Effect Arrows, Helm of Tohan, Master Index, LeFemm Armor, Adamantium Armor i Siege at Firemoth. Svi modovi su dostupni za besplatno skidanje na oficijalnoj stranici Bethesde ili stranicama Unofficial Elder Scrolls Pages.
Nakon Morrowinda izdani su i The Elder Scrolls IV: Oblivion te The Elder Scrolls V: Skyrim. Šesti nastavak serijala je najavljen, ali bezimen.

## Radnja
Radnja se odvija u 3. eri, na otoku Vvanderfell, u provinciji Morrowind, gdje su većinsko stanovništo Dunmeri iliti Dark Elfovi. Zemlja je u lošem stanju- vladaju oluje koje šire zarazu Corprus koja ljude pretvara u divlje, poremećene zvijeri, ljudi nestaju ili se počinju čudno ponašati, govoreći o sanjarima (dreamers) i ustanku Kuće Dagoth, kao i njenog gospodara, Dagotha Ur-a. Glavni lik je bivši zatvorenik, pušten na slobodu iz neobjašnjenog razloga i to pod potpisom cara Tamriela, Uriela Septima VII. Glavnog junaka se zatim šalje u grad Balmoru, gdje će Caius Cosades, agent Blades-a (zaštitnika obitelji Septim), tražiti informacije o Kući Dagoth nebi li saznao što se na otoku točno događa.

## Način igranja

### Izrada lika
Igra počinje oslobađanjem glavnog lika i uvođenjem u razne elemente igre kroz odabir rase, klase i svojevrsnog horoskopskog znaka. Od rasa su ponuđene tri ljudske rase: Imperiali, Nordovi i Bretoni, četiri vilenjačke rase: Dunmeri, Altmeri, Bosmeri i Orcovi, te dvije životinjske rase: Argoniani te Khajiiti. Klase se protežu od lopovskih i barbaskih do magičarskih i trgovačkih i svih kombinacija navedenih. Odabir jednog od 13 znakova daje unikatnu karakteristiku liku, od bonusa na statistike lika do kompletno novih moći.

### Vještine i atributi
Sposobnost lika u svemu što radi ovisi kompletno o 27 vještina i 8 atributa. Atributi pokrivaju generalne tjelesne i intelektualne karakteristike lika, a oni su:
- Agilnost odnosno Agility, utječe na sposobnost udaranja i izmicanja od udaraca i smanjuje šansu od nokautiranja.
- Izdržljivost odnosno Endurance, utječe na količinu života i umor te smanjuje umor od borbe ili trčanja.
- Inteligencija odnosno Intelligence, utječe na maksimalnu količinu magije. 15% od Inteligencije je koliko će se magija napuniti za svaki sat spavanja.
- Sreća odnosno Luck, pomalo utječe na sve što lik radi.
- Osobnost odnosno Personality, utječe na simpatičnost lika te sposobnost cjenkanja s prodavačima.
- Brzina odnosno Speed, utječe na brzinu hodanja, trčanja, plivanja ili levitiranja.
- Snaga odnosno Strength, utječe na fizičku štetu koju lik radi, koliko stvari može nositi te početnu količinu života i kondicije. Što je veća snaga također će se i oružje brže lomiti.
- Snaga uma odnosno Willpower, utječe na šansu za uspješno bacanje magija kao i na šansu da se oduprije tuđim magijama. Snaga uma također utječe na kondiciju.

Od ovih 8 atributa 7 njih pokriva 27 vještina, i što se više dižu vještine pod istim atributom taj će atribut dobiti veći bonus kada lik dobije level. Jedini atribut koji ne pokriva niti jednu vještinu, pa se tako ni ne dobiva bonus pri dizanju levela, je sreća.
- Vještine koje spadaju pod agilnost:

korištenje štita, korištenje laganih oklopa, šuljanje i korištenje oružja na daljinu (kao što su luk ili noževi za bacanje).
- Vještine koje spadaju pod izdržljivost:

korištenje srednjih i teških oklopa te korištenje kopljima i heleberdama.
- Vještine koje spadaju pod inteligenciju:

rađenje napitaka, čaranje predmeta, prizivanje te sposobnost obijanja brava i micanja magičnih zamki sa škrinja i vrata.
- Vještine koje spadaju pod osobnost:

sposobnost komuniciranja, prodaje i kupovanja te magije iluzija.
- Vještine koje spadaju pod brzinu:

borba šakama, korištenje bodeža i kratkih mačeva, sposobnost plivanja i trčanja te sposobnost primanja štete bez oklopa.
- Vještine koje spadaju pod Snagu:

spobosnost skakanja i doskoka s velikih visina, sposobnost popravljanja oklopa i oružja te sposobnost korištenja večih oružja kao što su mačevi, sjekire, maljevi itd. za jednu ili dvije ruke.
- Vještine koje spadaju pod snagu uma:

magije alteracije, misticizma, destrukcije i liječenja.
Lik u vještinama postaje bolji što ih više koristi ili ako plati za trening. Dizanjem 10 skillova odabranih kao glavni ili drugostepeni lik dobiva level. Da bi levelao mora naći slobodan krevet (ili ugodno mjesto na podu u divljini) te odspavati, što mu daje mogućnost da odabere tri atributa koja će povećati za 1-5 bodova, ovisno o tome kako je dizao vještine.

### Borba
Borba je dizajnirana prema formuli starih RPG-a gdje skrivena formula za svaki udarac određuje dali će udarati ili promašiti. Taj sistem ne vrijedi samo za borbu već i za uspjeh u bacanju magija, izbjegavanju tuđih udaraca, pa čak i blokiranja (pa i sve drugo, uključujući i uspjeh u stvaranju napitaka ili čarobnih predmeta, podmićivanju ili popravljanju oružja). Svako oružje ima glavni udarac i dva dodatna koja se izvode kretanjem u stranu ili naprijed/nazad, ali postoji opcija koja omogućuje korištenje najboljeg napada za svako oružje.

### Dizajn otvorenog svijeta
Morrowind, kao i njegovi predhodnici, nastavlja tradiciju otvorenog svijeta, gdje igrač od samog početka može ignorirati glavnu priču i raditi što god želi. Igra ne stavlja apsolutno nikakve prepreke na igrača pa tako igrač može gdje hoće, kada hoće, svaki lik u igri je smrtan, skoro svaki predmet u igri se može pokupiti, od mačeva i knjiga, do drvenih kanti i kuhinjskog pribora. Igrač tako može postati što god želi, dobronamjerni magičar koji liječi ljude od grada do grada, šarmatni lopov koji krade po kućama i zavodi tuđe žene ili pak hrabri ratnik koji čisti drevne ruševine od demona a u slobodno vrijeme kupi bisere po dnu mora.
To naveliko podržavaju i brojni zadaci koji se mogu naći kod skoro svakog čovjeka, kao i razni cehovi, političke organizacije te društva i vjere kojima se igrač može pridružiti, pa tako stvoriti nove prijatelje i neprijatelje.

## Vanjske poveznice
- The Unofficial Elder Scrolls Pages - Morrowind
- The Elder Scrolls Wiki - Morrowind
- The Elder Scrolls Forum - Morrowind